# 永岡智佳
永岡智佳（1983年—），日本動畫導演、動畫師、演出家。

## 經歷
群馬縣出身。在J.C.STAFF累積工作經驗後，2012年以演出家身分出道，擔任多部電視動畫及劇場版動畫的導演
。2019年以《歌之王子殿下》劇場版榮獲Newtype年度動畫大賞之監督賞第3名。

## 作品
- 名偵探柯南系列
  - 第23部：《名偵探柯南：紺青之拳》
  - 第24部：《名偵探柯南：緋色的彈丸》
  - 第27部：《名偵探柯南：100萬美元的五稜星》